# Oisterwijk
Oisterwijk [ˈoːstəɾvɛik] (anhörenⓘ) ist eine Gemeinde in der niederländischen Provinz Noord-Brabant zwischen Tilburg und ’s-Hertogenbosch.
Oisterwijk gilt als Touristenattraktion und liegt in einer waldreichen Umgebung mit vielen kleinen Seen in der Nähe des Naturgebietes Kampina.
Oisterwijk ist die Partnerstadt von Dreieich.

## Wirtschaft
Eine bedeutende Rolle in der Industrialisierung der Stadt Anfang des 20. Jahrhunderts spielte die Lederindustrie. O.J. van der Aa gegründete hier 1916 eine Lederfabrik. 1920 wurde der Betrieb von der Almi gekauft, der Holding des Adler-&-Oppenheimer-Konzerns. Das Werk war auf die Erzeugung von Kalbsleder spezialisiert und erhielt 1932 das Prädikat einer „Königlichen“ Lederfabrik (Koninklijke Lederfabriek te Oisterwijk). Nach der deutschen Besetzung der Niederlande im Zweiten Weltkrieg kam der Betrieb unter externe Verwaltung. Das Werk wurde 1966 an die Hagemeyer N.V. verkauft und firmierte nach einer weiteren Übernahme 1974 als Verenigde Koninklijke Lederfabriek te Oisterwijk N.V. Das Unternehmen bestand bis 1996.

## Politik
Die Partij Gemeente Belangen gewann die Kommunalwahl im November 2020 mit rund einem Viertel der Stimmen. Sie formte in der Legislaturperiode 2018–2021 eine Koalition mit Algemeen Belang, der CDA und PrO.

### Gemeinderat
Der Gemeinderat wird seit 1982 folgendermaßen gebildet:
| Partei                     | Sitze a | Sitze a | Sitze a | Sitze a | Sitze a | Sitze a | Sitze a | Sitze a | Sitze a | Sitze a | Sitze a | Sitze a |
| Partei                     | 1982    | 1986    | 1990    | 1994    | 1996 b  | 1999    | 2002    | 2006    | 2010    | 2014    | 2018    | 2020 c  |
| -------------------------- | ------- | ------- | ------- | ------- | ------- | ------- | ------- | ------- | ------- | ------- | ------- | ------- |
| Partij Gemeente Belangen d | 2       | 2       | 5       | 6       | 4       | 4       | 4       | 3       | 4       | 4       | 6       | 6       |
| VVD                        | 4       | 3       | 2       | 3       | 3       | 4       | 3       | 3       | 4       | 4       | 4       | 5       |
| Progressief Oisterwijk e   | –       | –       | –       | –       | –       | –       | –       | 7       | 5       | 5       | 5       | 4       |
| CDA                        | 7       | 6       | 6       | 3       | 5       | 4       | 4       | 4       | 4       | 2       | 2       | 3       |
| Algemeen Belang            | –       | –       | –       | –       | 5       | 5       | 6       | 4       | 4       | 6       | 4       | 3       |
| D66 e                      | 1       | 0       | –       | 2       | 1       | 1       | 1       | –       | –       | –       | –       | 2       |
| GroenLinks e               | –       | –       | 1       | 1       | 2       | 1       | 2       | –       | –       | –       | –       | –       |
| PvdA e                     | 3       | 4       | 3       | 2       | 1       | 2       | 1       | –       | –       | –       | –       | –       |
| Lijst Oostrom d            | –       | 2       | –       | –       | –       | –       | –       | –       | –       | –       | –       | –       |
| Gesamt                     | 17      | 17      | 17      | 17      | 21      | 21      | 21      | 21      | 21      | 21      | 21      | 23      |

Anmerkungen

### College van B&W
Die Koalitionsparteien Algemeen Belang, Partij Gemeente Belangen und PrO werden im College van burgemeester en wethouders (deutsch „Kollegium von Bürgermeister und Beigeordneten“) durch jeweils einen Beigeordneten vertreten. Die Fraktion der CDA wird im Kollegium nicht berücksichtigt. Folgende Personen gehören zum Kollegium:
| Funktion           | Name           | Partei                   | Anmerkung                          |
| ------------------ | -------------- | ------------------------ | ---------------------------------- |
| Bürgermeister      | Hans Janssen   | CDA                      | seit dem 16. September 2009 im Amt |
| Beigeordnete       | Dion Dankers   | Partij Gemeente Belangen | –                                  |
| Beigeordnete       | Stefanie Vatta | PrO                      | –                                  |
| Beigeordnete       | Peter Smit     | Algemeen Belang          | –                                  |
| Gemeindesekretärin | Ineke Depmann  | –                        | seit Januar 2008 im Amt            |

### Städtepartnerschaften
- Dreieich in Deutschland

## Sport
Der lokale Sportverein Rooms Katholiek Sport Vereniging („Römisch-Katholische Sportvereinigung“, RKSV) Taxandria ist ein Kind der hiesigen römisch-katholischen Kirchengemeinde und besonders für seine Fußballabteilung bekannt. Der Sportpark befindet sich im Südwesten der Stadt, am Moegestelseweg.

## Töchter und Söhne der Stadt
- Arnold F. Holleman (1859–1953), Chemiker
- Joseph Blomjous MAfr (1908–1992), römisch-katholischer Ordensgeistlicher und Bischof von Mwanza (Tansania)
- Franciscus van Roessel (1918–2000), römisch-katholischer Ordensgeistlicher und Erzbischof von Ujung Pandang (Indonesien)
- Danny van Poppel (* 1993), Radsportler
- Freeke Moes (* 1998), Hockeyspielerin
- Oliver Daemen (* 2002), Weltraumtourist

## Weitere Ortschaften
- Haaren
- Heukelom
- Moergestel

## Bilder

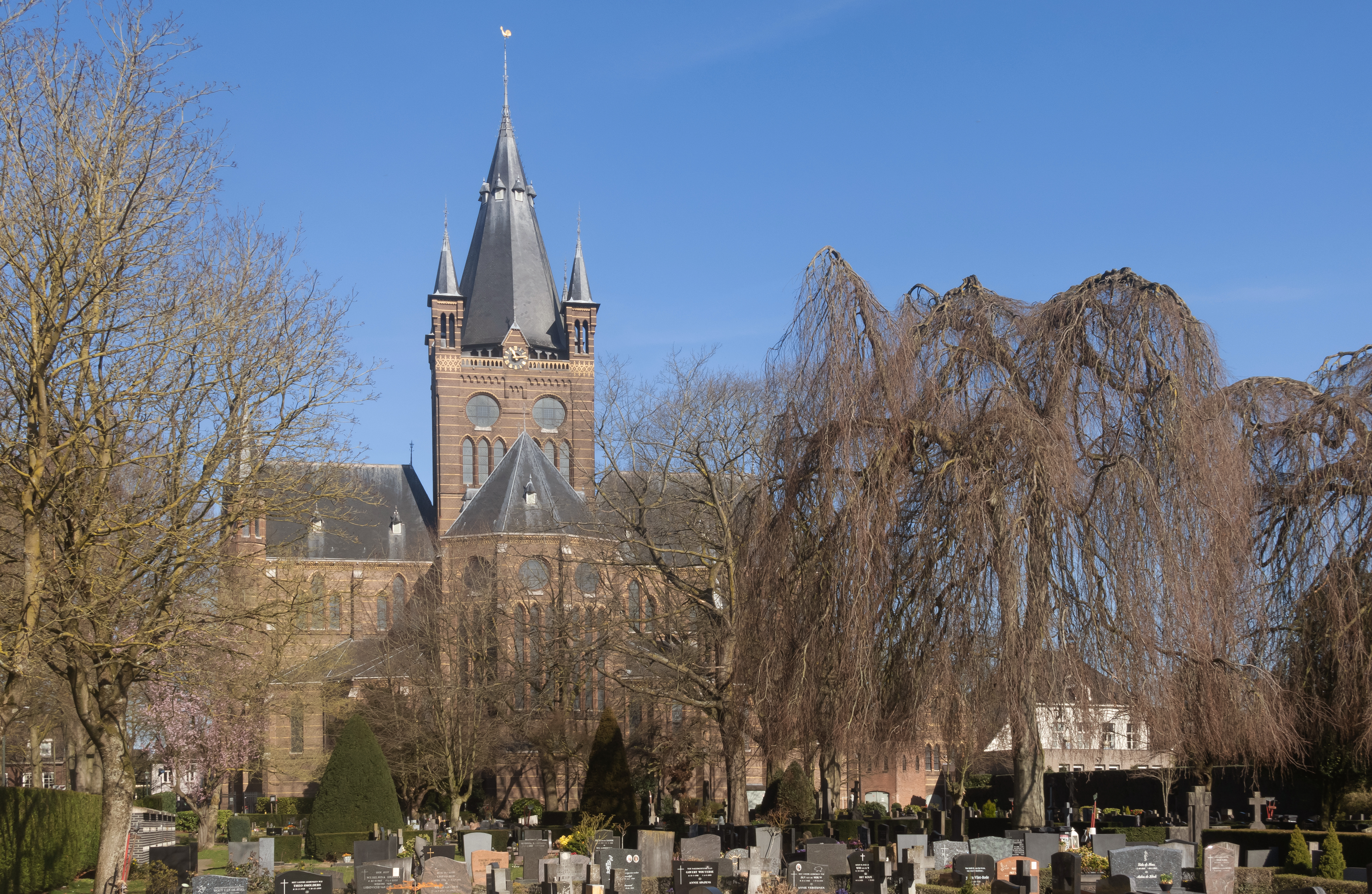
Oisterwijk, Kirche: Sint-Petrus'-Bandenkerk
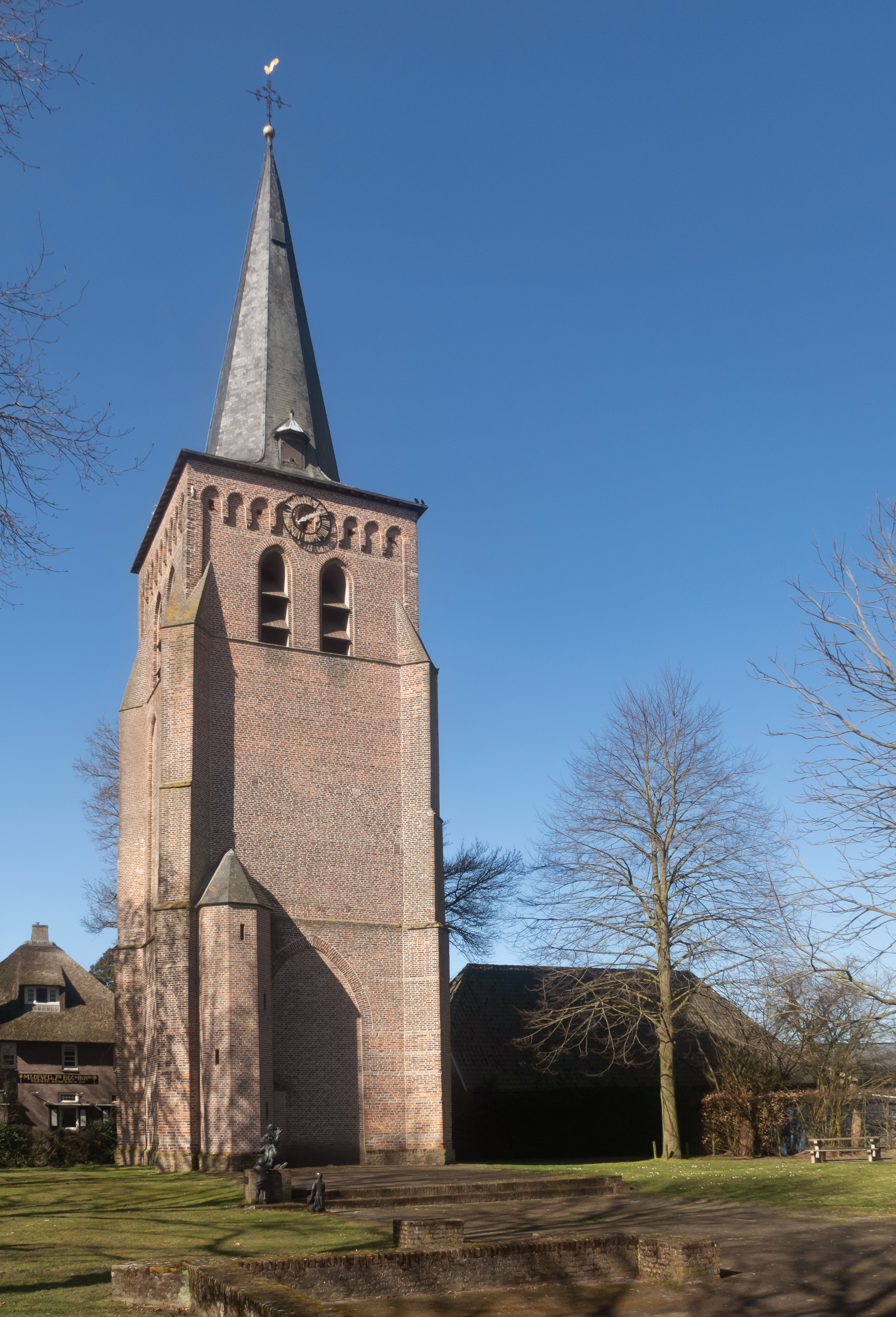
Haaren, Turm (Rest der mittelalterlichen Kirche: Sint Lambertuskerk)
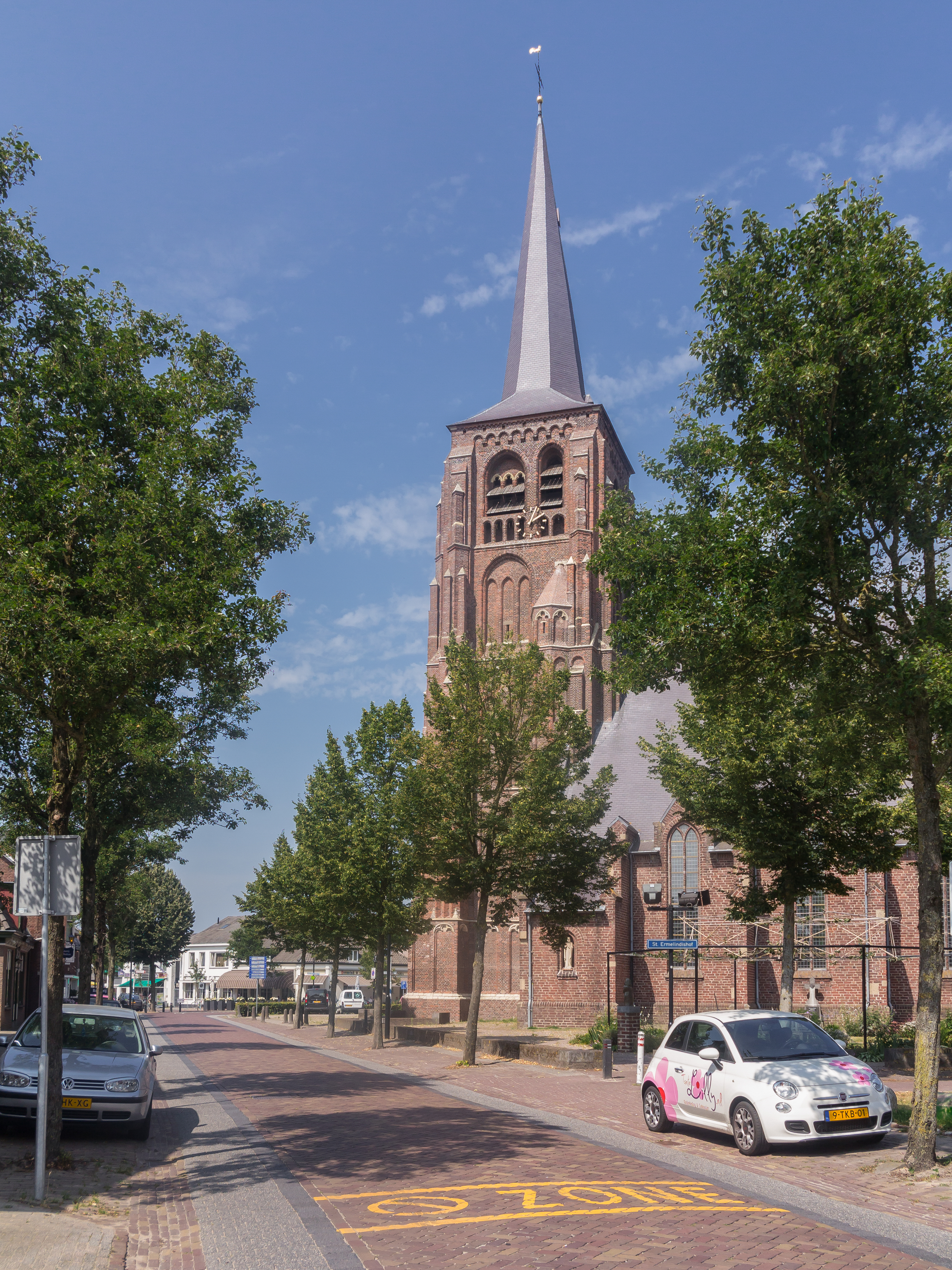
Moergestel, Kirche: Sint Janskerk
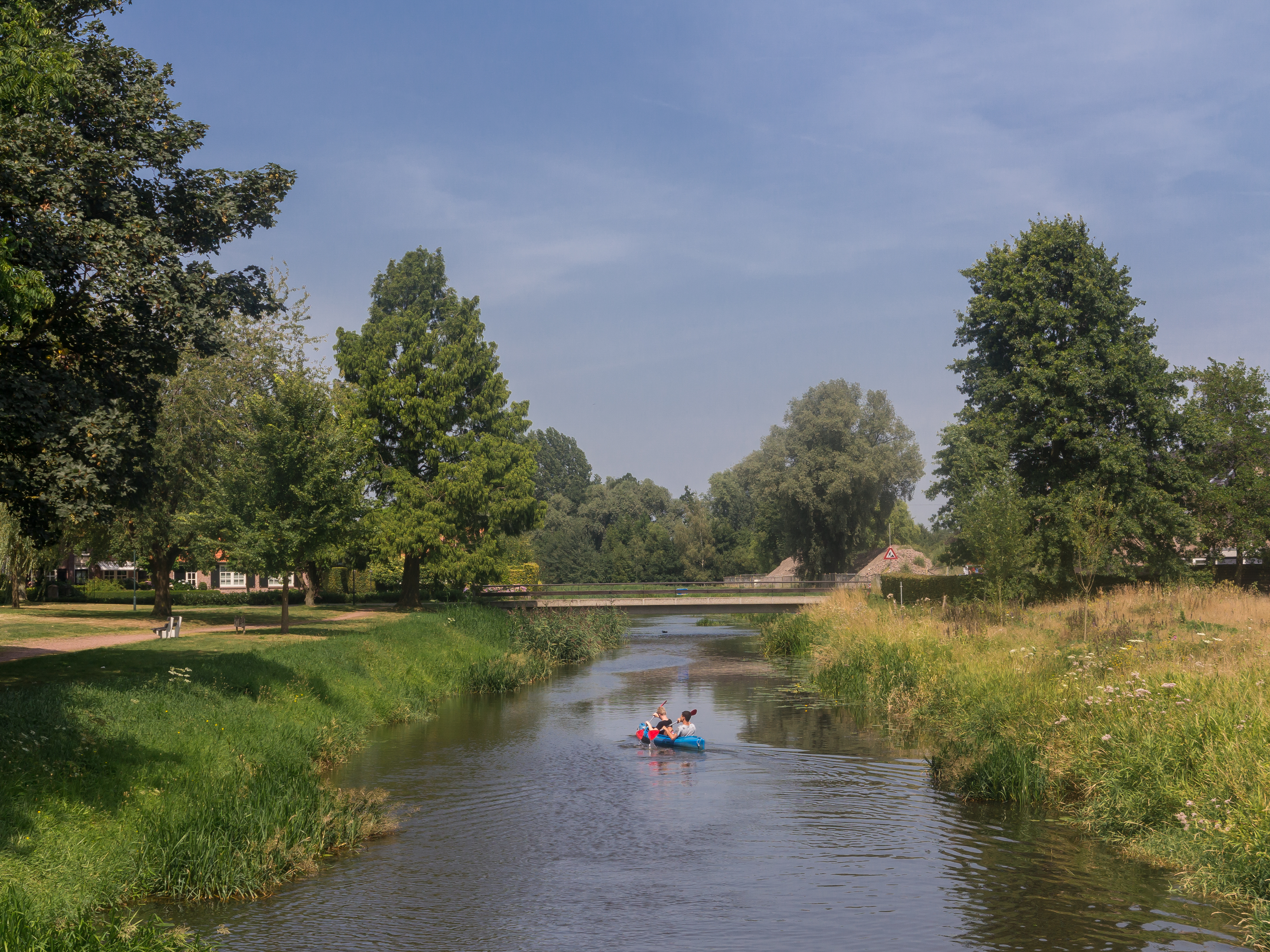
Entlang Moergestel, Fluss: Reusel